# Bend (Oregon)
Bend – miasto w Stanach Zjednoczonych w stanie Oregon, główne miasto metropolii Bend i siedziba hrabstwa Deschutes.

## Historia
Nazwa miasta wywodzi się od określenia „Zakręt Pożegnania” (ang. Farewell Bend) używanego przez pierwszych wędrowców na szlaku oregońskim dla miejsca, gdzie znajdowało się kilka brodów pozwalających sforsować rzekę Deschutes i gdzie później założono miasto.
Przez co najmniej 12 000 lat, aż do zimy roku 1824, miejsce to znane było jedynie Indianom, którzy tu polowali i łowili ryby. Tego jednak roku pojawiła się w tym miejscu grupa traperów pod wodzą Petera Ogdena. John C. Frémont, John Strong Newberry i inni mierniczy z Korpusu Inżynieryjnego Armii przybyli wkrótce po nich. Za nimi pojawili się emigranci wędrujący na zachód i przekraczający rzekę na „Zakręcie Pożegnania”.
Osadnictwo w tym miejscu rozpoczęło się na przełomie XIX i XX wieku, kiedy to Alexander M. Drakie założył firmę deweloperską Pilot Butte. U zakrętu rzeki powstało skromne osiedle, a w roku 1904, głosami 300 mieszkańców, założone zostało miasto. 4 stycznia 1905 odbyło się założycielska posiedzenie rady miejskiej, podczas którego A. H. Goodwillie został wybrany burmistrzem. Miasteczko nosiło początkowo nazwę „Farewell Bend”, która wkrótce została skrócona na „Bend” przez United States Postal Service. W dwanaście lat później powstało hrabstwo Deschutes, a jego władze obrały Bend za swoją siedzibę.

## Miasta partnerskie
- Fujioka, Japonia
- Condega, Nikaragua
- Muzaffarabad, Pakistan